# Damaliscus lunatus
Sassabi, Topi, Korrigum, Tiang
Pour la langue de Papouasie-Nouvelle-Guinée, voir Tiang.
Espèce
Statut de conservation UICN

 LC  : Préoccupation mineure
Statut CITES
Damaliscus lunatus est une espèce d'antilopes africaines de la famille des Bovidae. Il s'agit d'un taxon polytypique, considéré comme une « super-espèce », et dont la division en espèces ou en sous-espèces varie en fonction des auteurs et ne fait pas consensus. Selon les régions, l'antilope est connue sous plusieurs noms vernaculaires issus des langues locales : Sassabi, Topi, Korrigum ou encore Tiang.

## Description générale
C'est une antilope de taille moyenne, avec des épaules hautes et des membres postérieurs abaissés, une tête allongée et un museau étroit. Le pelage est court et de teinte châtain, avec une pruine violacée qui présente une ligne de démarcation fortement marquée dans les populations orientales, et seulement légère dans les populations occidentales. Il montre des taches sombres, proches du noir, sur la tête, les épaules et l'arrière-train. Les membres sont jaune vif et les sabots noirs. La queue présente une houppe de longs poils brun foncé à son extrémité. Les glandes pré-orbitales sont bien développées, ainsi que les glandes pédieuses entre les sabots antérieurs, mais il n'y a pas de glandes inguinales. Les jeunes sont de couleur sable pendant les deux premiers mois et ressemblent beaucoup aux jeunes bubales. Les mâles sont légèrement plus foncés et plus grands (110 à 120 % de la masse corporelle de la femelle), mais les sexes sont généralement difficiles à distinguer à distance.

## Systématique

### Découverte
L'espèce a été initialement décrite en 1824 par Burchell dans le genre Antilope sous le protonyme Antilope lunata. Sa localité type est le long de la rivière Matlhwaring (« Matlhawarêng ») près de Kuruman, dans la province du Cap-Nord de l'actuelle Afrique du Sud, aux coordonnées 27° 06′ S, 23° 04′ E.

### Classification des taxons
| Nom commun | Grubb 1993                  | Grubb 2005                   | Groves & Grubb 2011  | Duncan 2013                  | Statut UICN 2016      | Effectifs      |
| ---------- | --------------------------- | ---------------------------- | -------------------- | ---------------------------- | --------------------- | -------------- |
| Sassabi    | Damaliscus lunatus lunatus  | Damaliscus lunatus           | Damaliscus lunatus   | Damaliscus lunatus lunatus   | Préoccupation mineure | 21 000         |
| Sassabi    | Damaliscus lunatus lunatus  | Damaliscus superstes         | Damaliscus superstes | Damaliscus lunatus superstes | Vulnérable            | 2 450          |
| Topi       | Damaliscus lunatus jimela   | Damaliscus korrigum jimela   | Damaliscus jimela    | Damaliscus lunatus jimela    | Vulnérable            | 50 000-70 000  |
| Topi       | Damaliscus lunatus jimela   | Damaliscus korrigum jimela   | Damaliscus eurus     | Damaliscus lunatus jimela    | Vulnérable            | 50 000-70 000  |
| Topi       | Damaliscus lunatus jimela   | Damaliscus korrigum jimela   | Damaliscus ugandae   | Damaliscus lunatus jimela    | Vulnérable            | 50 000-70 000  |
| Topi       | Damaliscus lunatus jimela   | Damaliscus korrigum jimela   | Damaliscus selousi   | Damaliscus lunatus jimela    | Vulnérable            | 50 000-70 000  |
| Topi       | Damaliscus lunatus topi     | Damaliscus korrigum topi     | Damaliscus topi      | Damaliscus lunatus topi      | En danger             | 4 000-6 000    |
| Korrigum   | Damaliscus lunatus korrigum | Damaliscus korrigum korrigum | Damaliscus korrigum  | Damaliscus lunatus korrigum  | En danger             | 1 295-1 855    |
| Tiang      | Damaliscus lunatus tiang    | Damaliscus korrigum korrigum | Damaliscus tiang     | Damaliscus lunatus tiang     | Préoccupation mineure | 55 000-126 000 |

## Description et répartition des populations

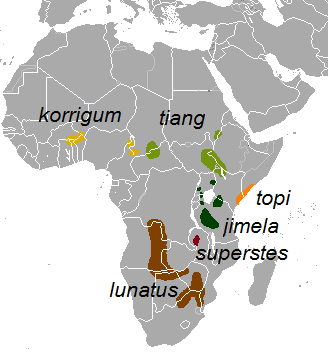
Répartition des sous-espèces de Damaliscus lunatus selon l'UICN.

### Sassabi
Le nom « sassabi » (aussi « sassaby » ou « tsessebe ») est issu du tswana tseseve et désigne les populations d'Afrique australe, ce qui correspond à l'espèce type Damaliscus lunatus, ou à la sous-espèce Damaliscus lunatus lunatus en fonction des auteurs. Les sassabis se distinguent des autres taxons par leurs cornes disposées en demi-lune, plutôt qu'en lyre. Ils sont présents dans les formations herbeuses et les prairies périodiquement inondées d'Afrique du Sud, du Botswana, du Zimbabwe, de Namibie
, d'Angola, de Zambie et du sud de la République démocratique du Congo. Ils se sont éteints au Mozambique à la fin des années 1970 ou au début des années 1980, et ont été réintroduits au Swaziland après y avoir été complètement exterminés.
En 2003, une population complètement isolée du nord-est de la Zambie a été décrite comme appartenant à une espèce séparée : Damaliscus superstes. Le Sassabi du Bangweulu, ainsi nommé parce que restreint aux plaines inondables du lac Bangwelo, se distingue notamment par des cornes dont les extrémités se rapprochent et forment comme une sphère chez les adultes. Quelques individus ont été signalés au début des années 1960 dans la Botte du Katanga, au Congo, mais semblent être désormais éteints dans cette région.

Sassabis
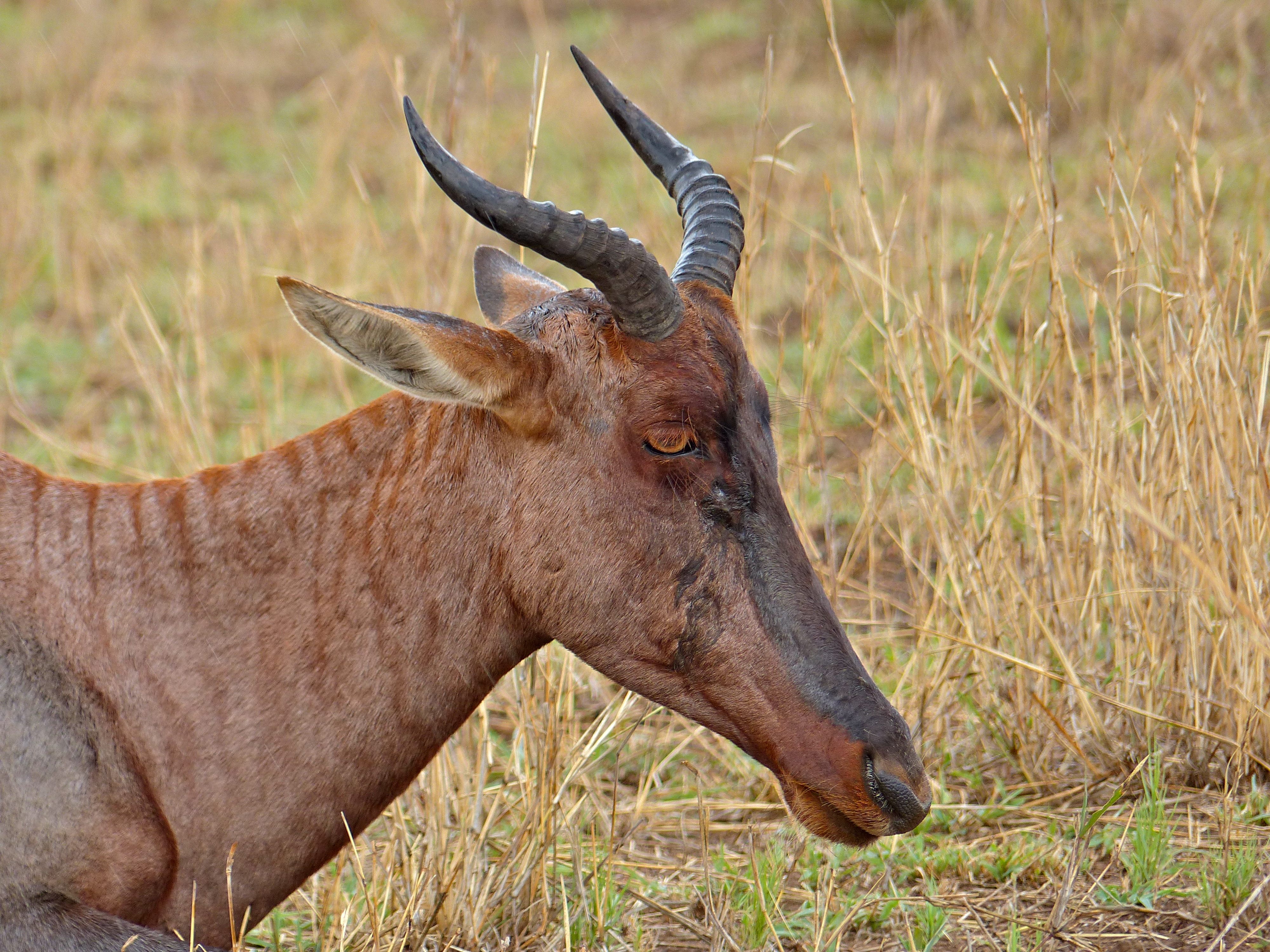
Parc national Kruger, Afrique du Sud.
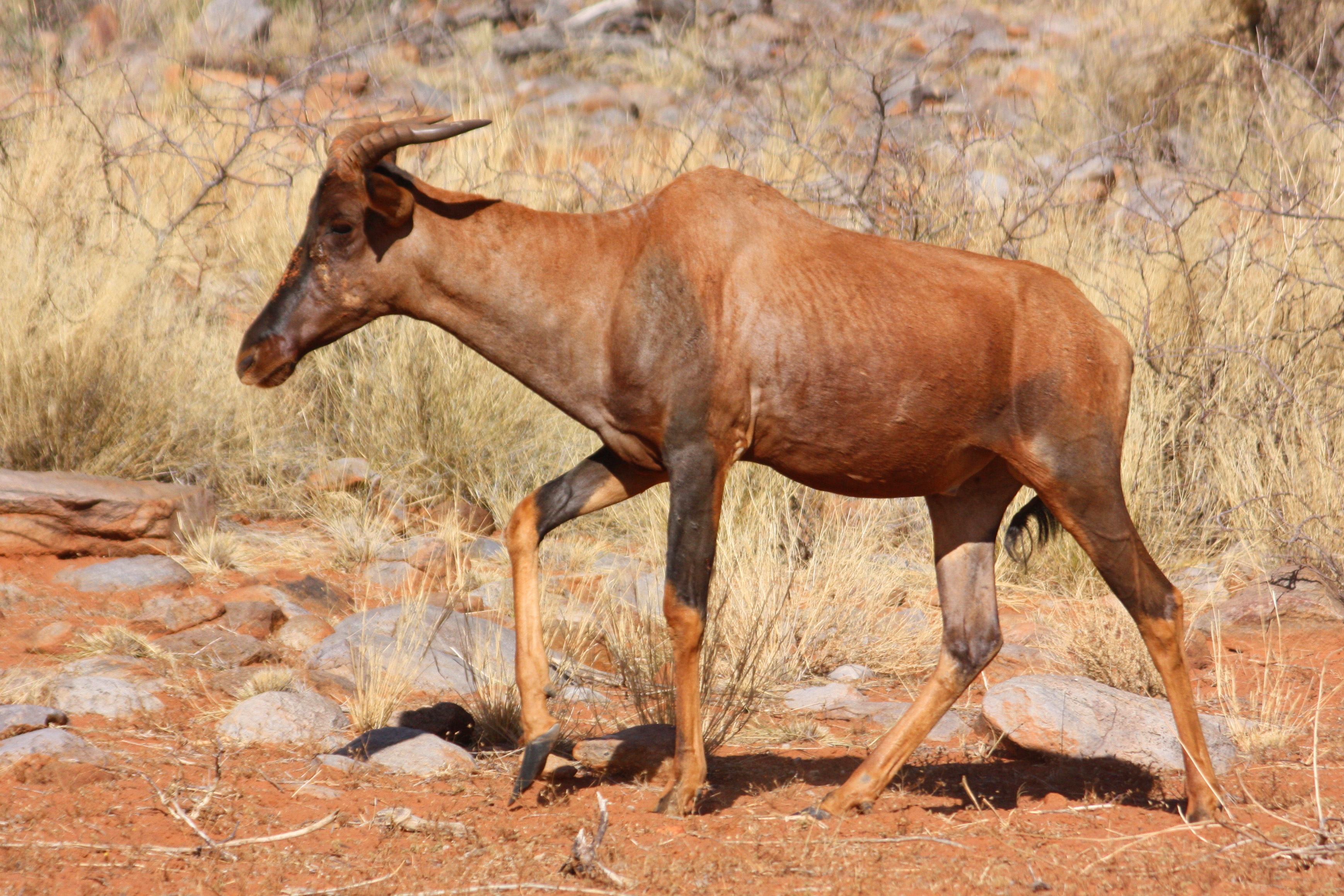
Désert du Kalahari, Afrique du Sud.
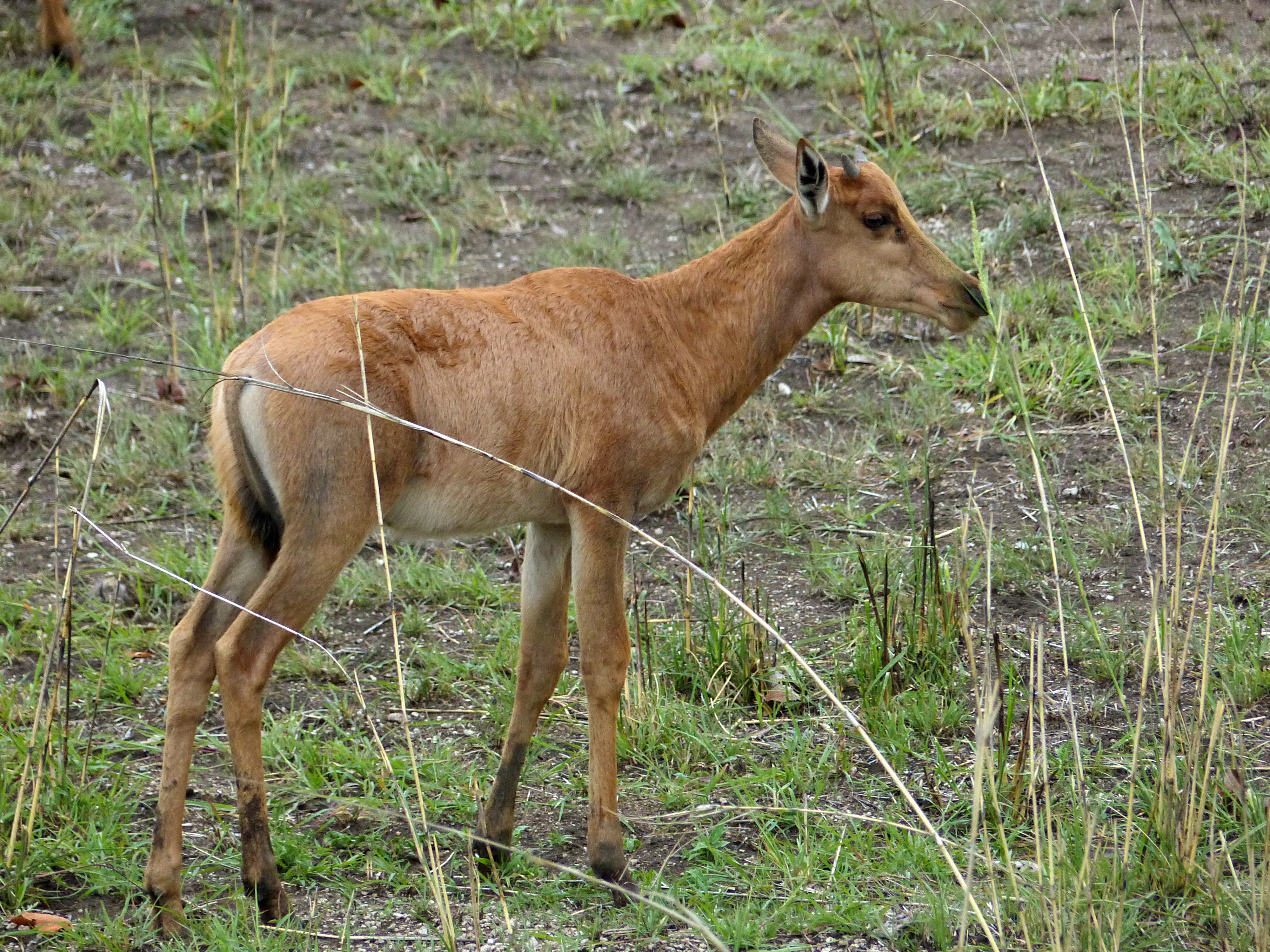
Parc national Kruger, Afrique du Sud.
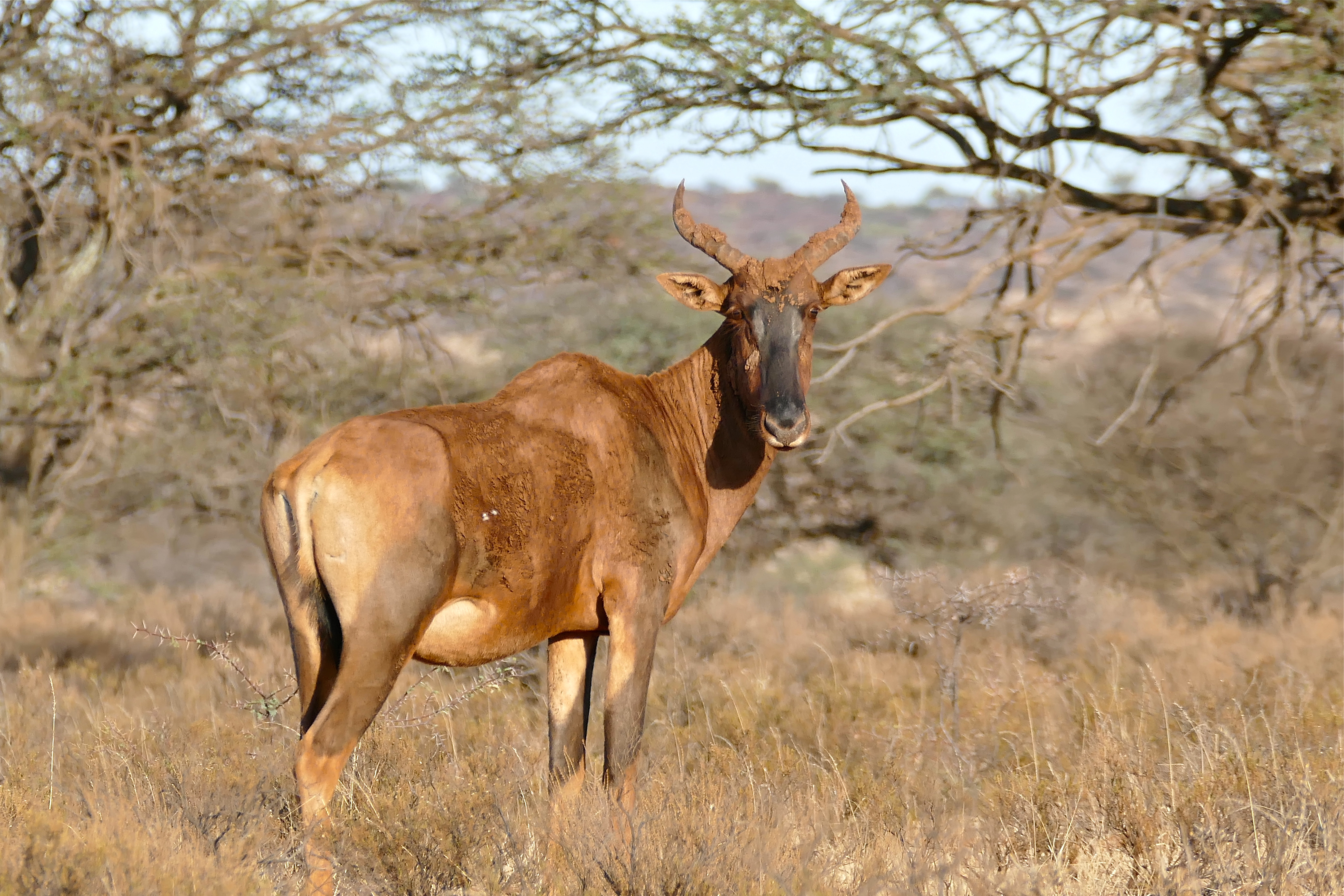
Parc national de Mokala, Afrique du Sud.
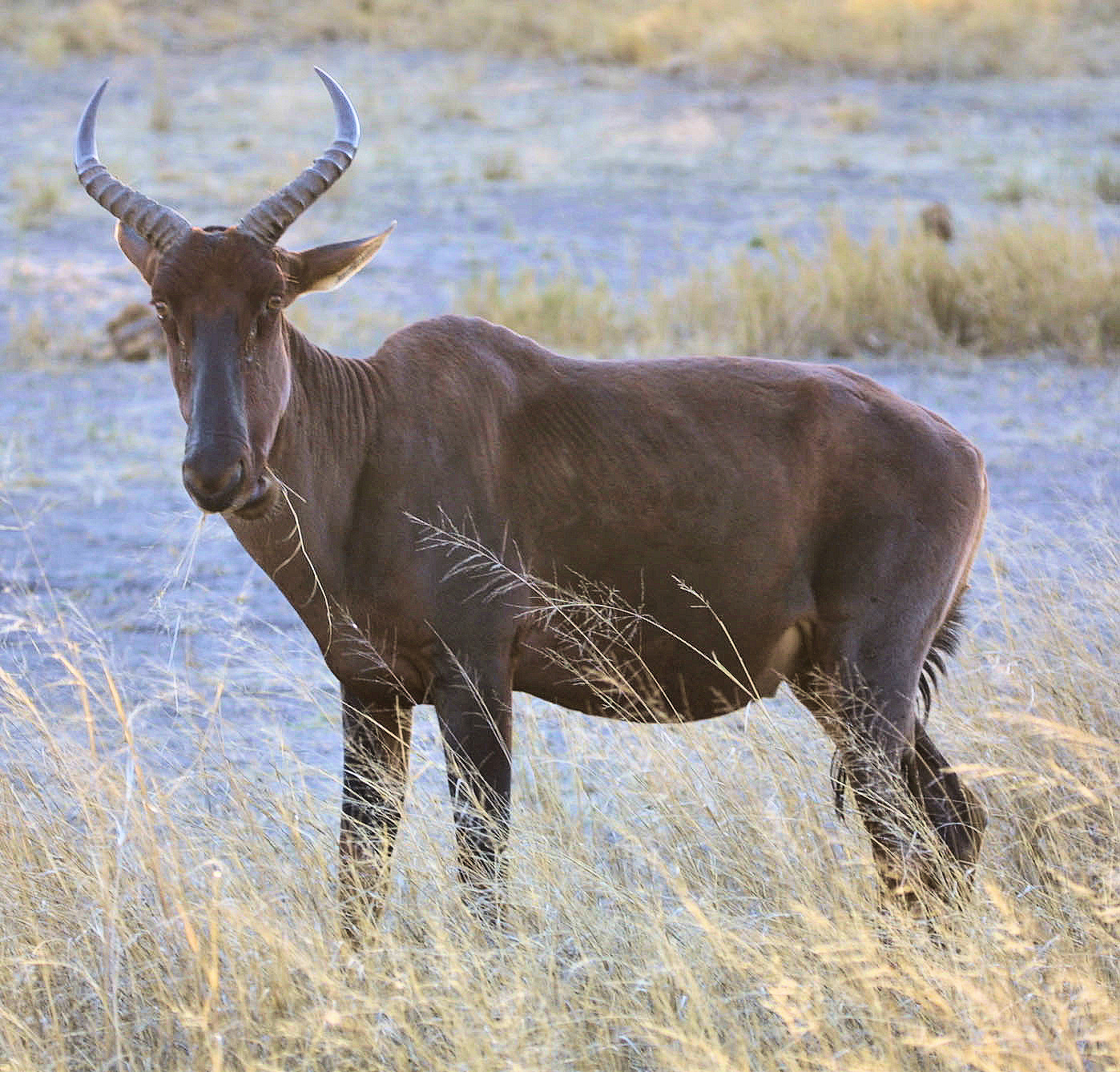
Delta de l'Okavango, Botswana.
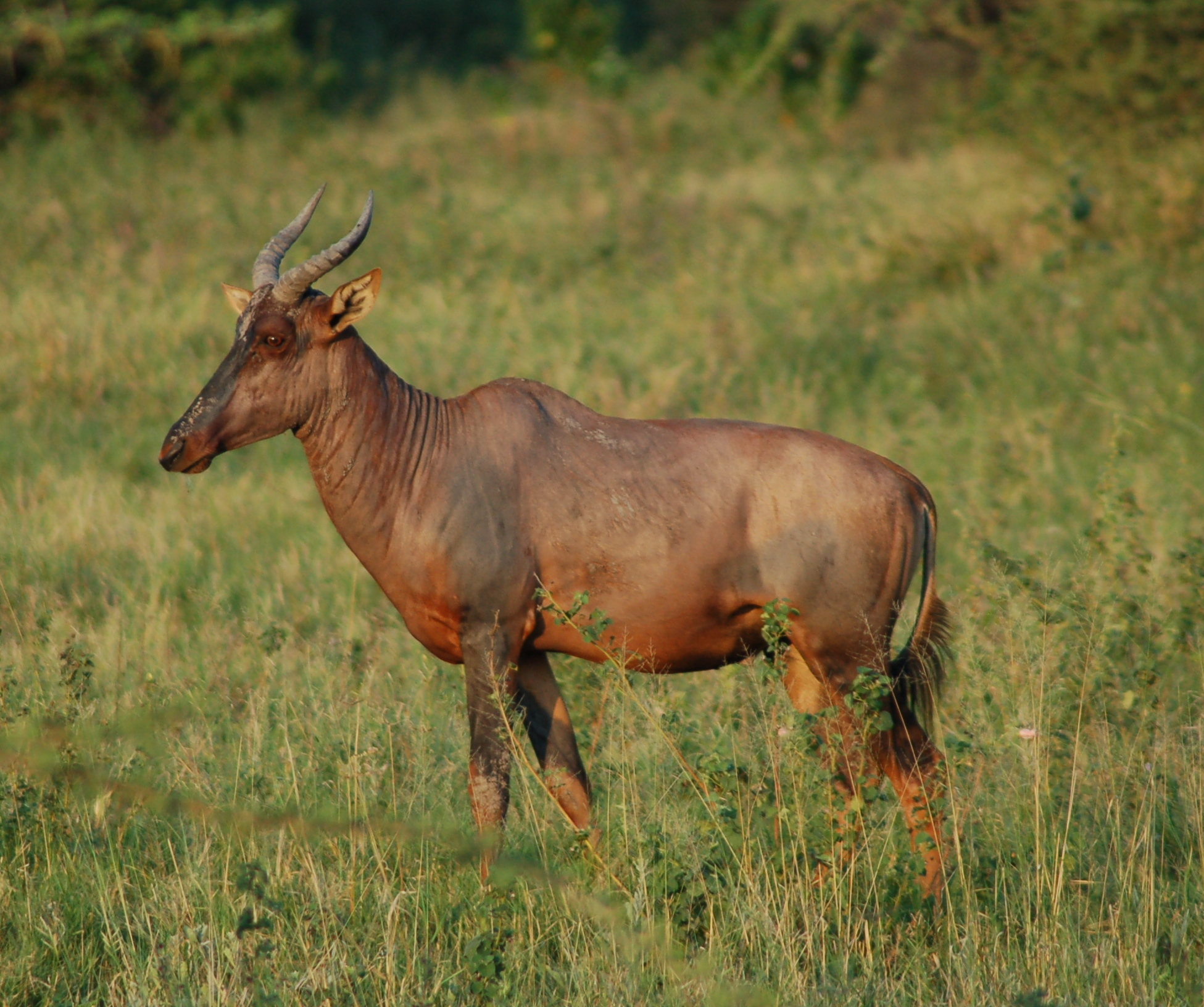
Delta de l'Okavango, Botswana.

### Topi
Le terme « topi » a été rapporté pour la première fois par l'explorateur allemand Gustav Fischer comme utilisé par les habitants de la région de Lamu pour décrire les antilopes locales. Aux côtés du nom « nyamera », il désigne les populations de l'aire linguistique swahilie qui se distinguent notamment des sassabis par leurs cornes en forme de lyre et des korrigums et des tiangs par leur taille plus réduite. Le Topi côtier est généralement considéré comme un taxon séparé (sous-espèce Damaliscus lunatus topi ou espèce Damaliscus topi) moins pour ses variations morphologiques que pour sa distribution isolée. Celle-ci est en effet restreinte à la côte kenyane (comtés de Lamu, Garissa et Tana River), ainsi qu'aux zones adjacentes en Somalie, où il était présent dans les formations herbeuses riveraines du Chébéli et du Jubba. Aucune donnée récente n'est cependant disponible pour la répartition du Topi côtier dans ce pays.
Les autres populations de topis étaient traditionnellement traitées comme la sous-espèce jimela, même si certains auteurs ont désormais proposé une division en plusieurs espèces distinctes. L'espèce type Damaliscus jimela serait ainsi restreinte à l'écosystème du Serengeti et du Masai Mara, à la frontière entre la Tanzanie et le Kenya. L'aire de distribution de D. eurus s'étendrait plus au sud, dans la région tanzanienne du haut Ruaha et du lac Rukwa. D. ugandae évoluerait quant à elle dans la région de l'Ankolé en Ouganda, ainsi que dans les plaines de la Rutshuru à travers la frontière congolaise et jusque dans le parc national de l'Akagera au Rwanda. Enfin, D. selousi, uniquement connue du plateau de Uasin Gishu au Kenya, serait probablement éteinte. Ces différentes espèces, séparées sur la base de critères morphométriques contestés, ne sont cependant pas reconnues par l'ensemble de la communauté zoologiste.

Topis
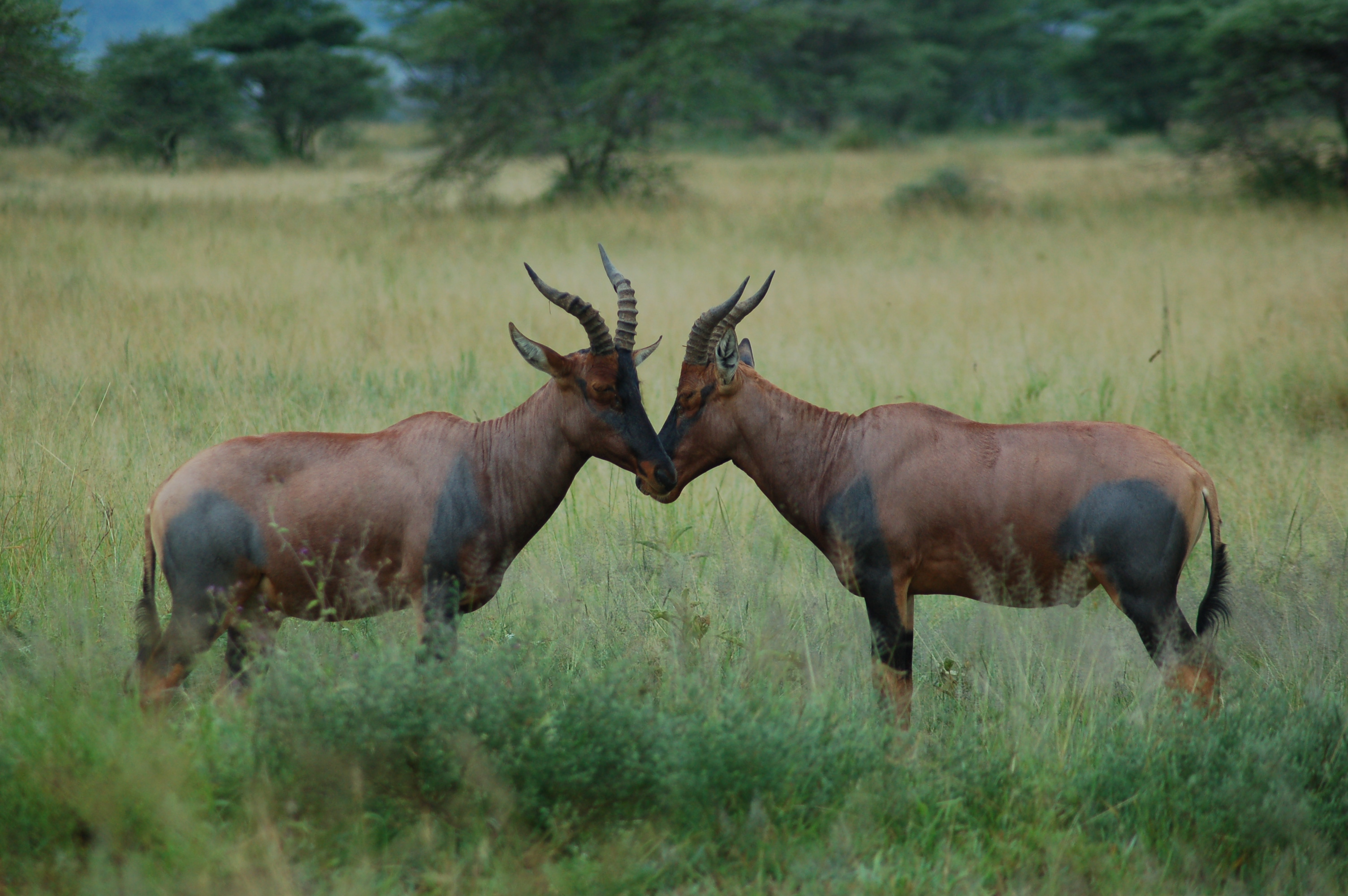
Parc national du Serengeti, Tanzanie (D. jimela ?)
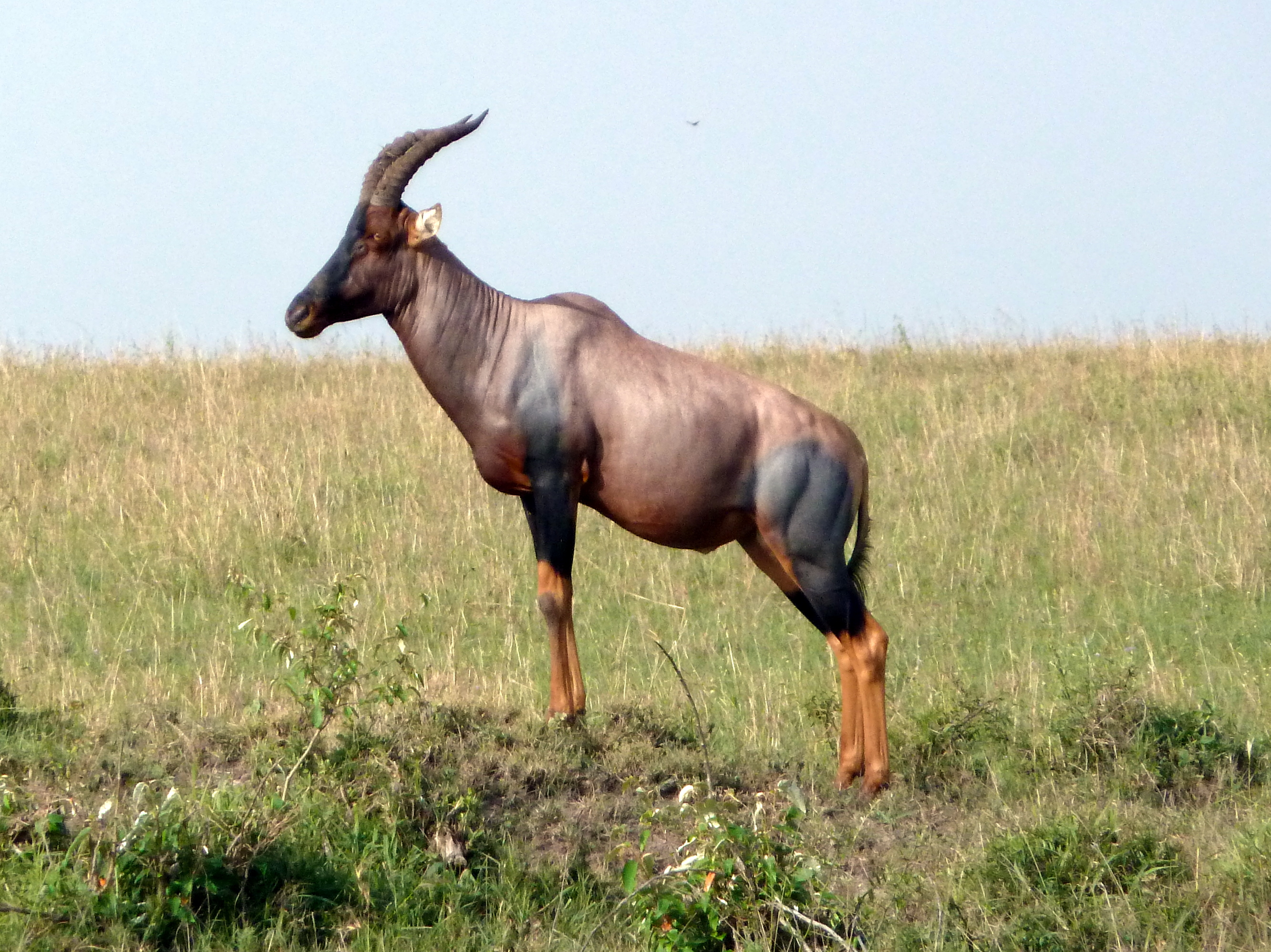
Réserve nationale du Masai Mara, Kenya (D. jimela ?)
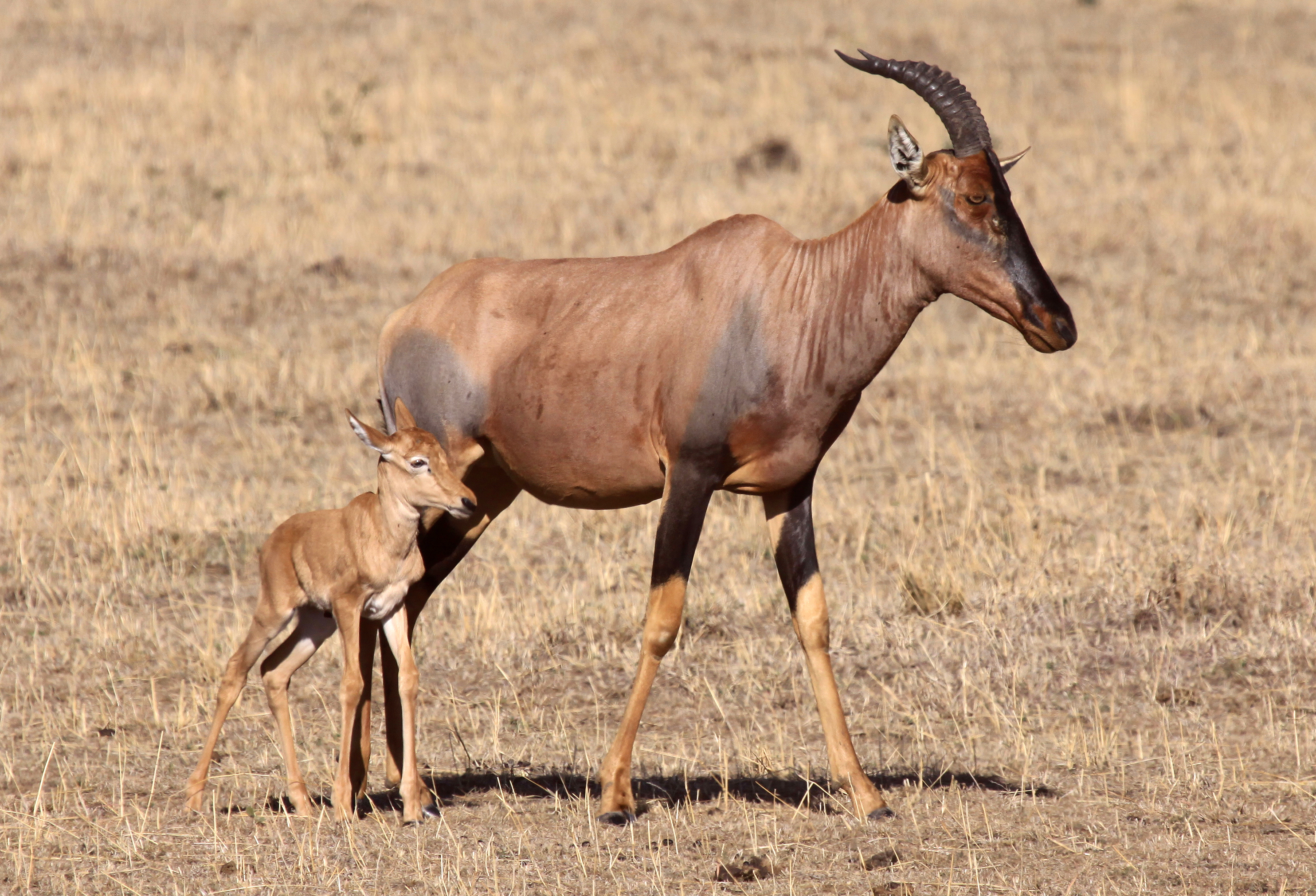
Réserve nationale du Masai Mara, Kenya (D. jimela ?)
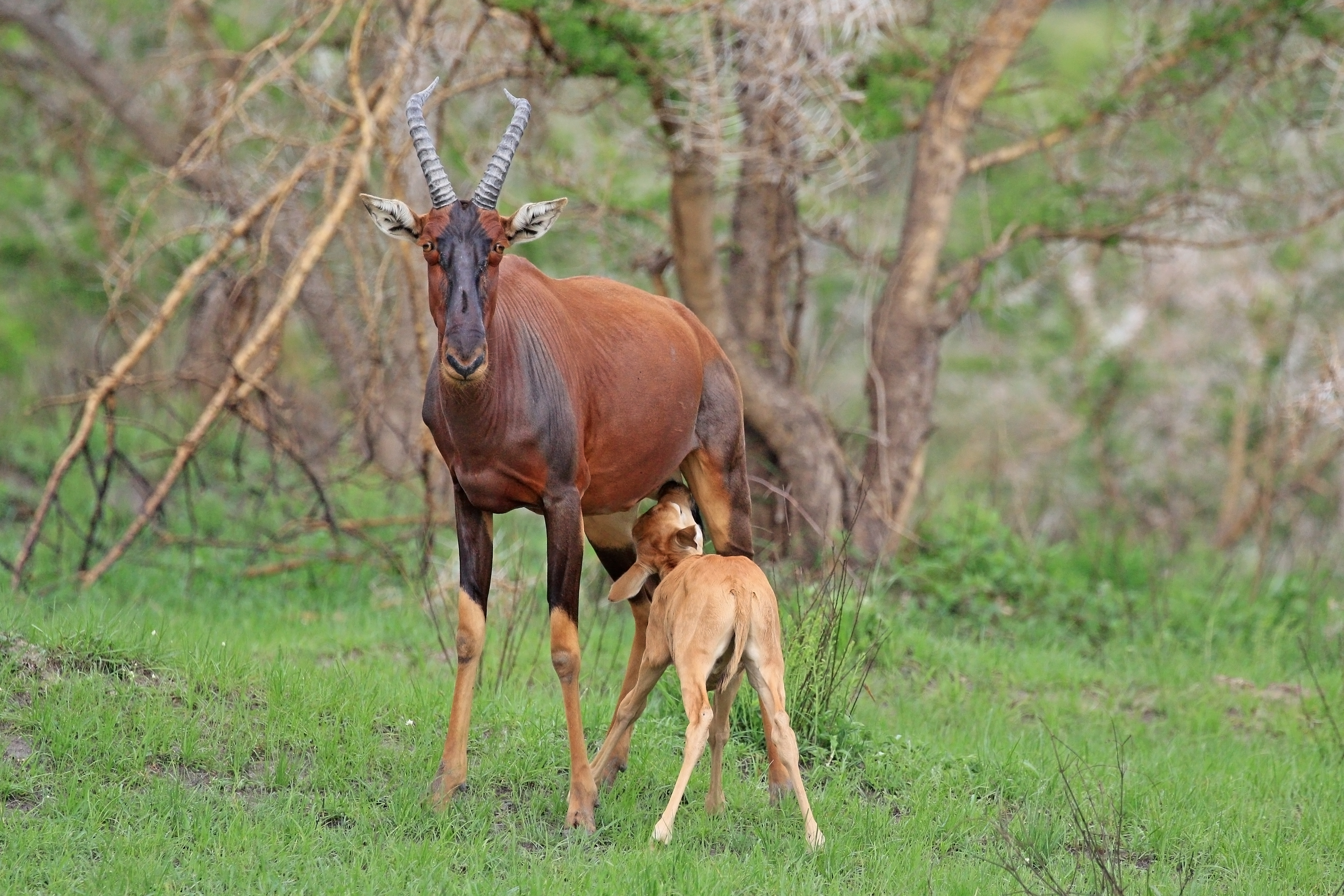
Parc national Queen Elizabeth, Ouganda (D. ugandae ?)
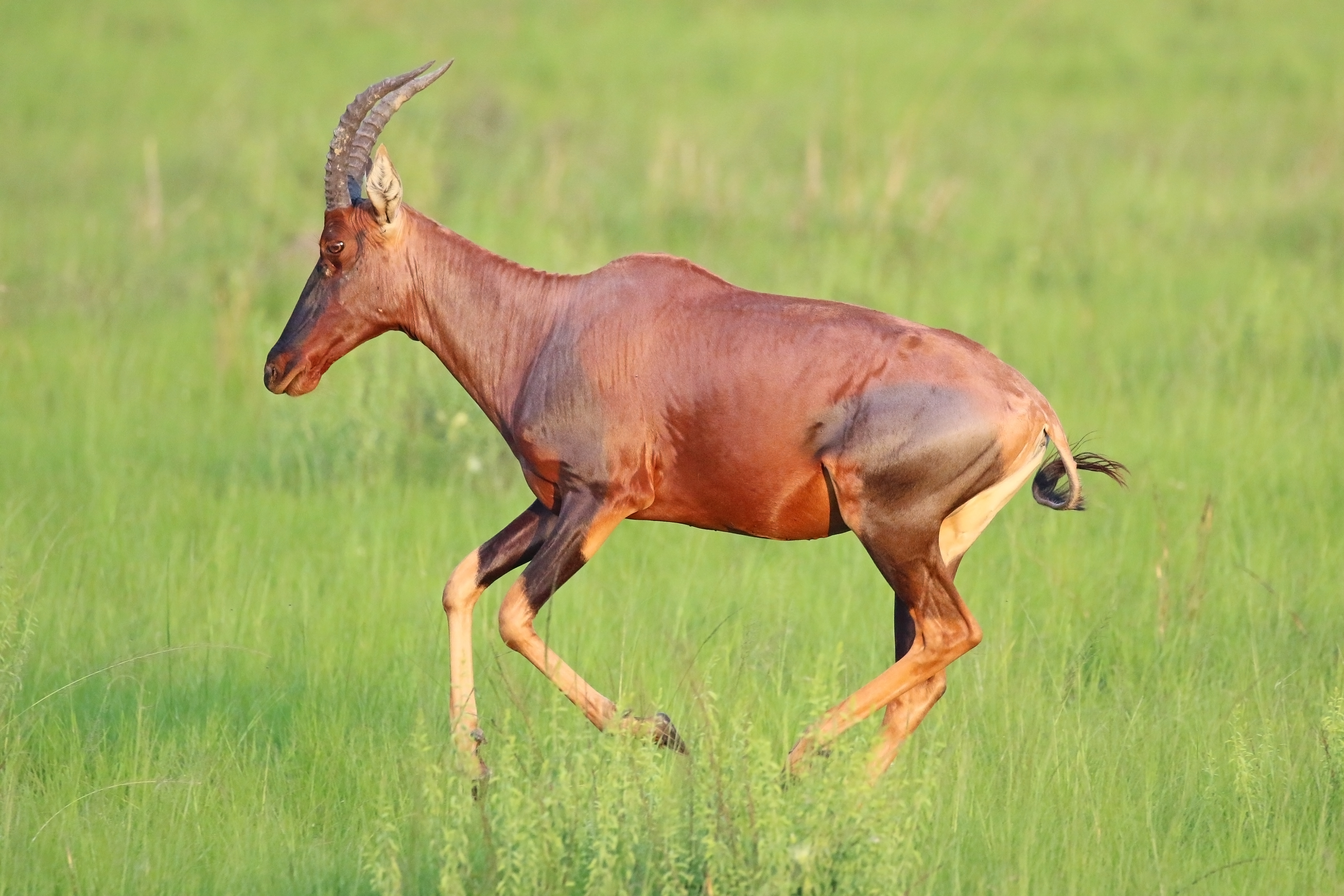
Parc national Queen Elizabeth, Ouganda (D. ugandae ?)
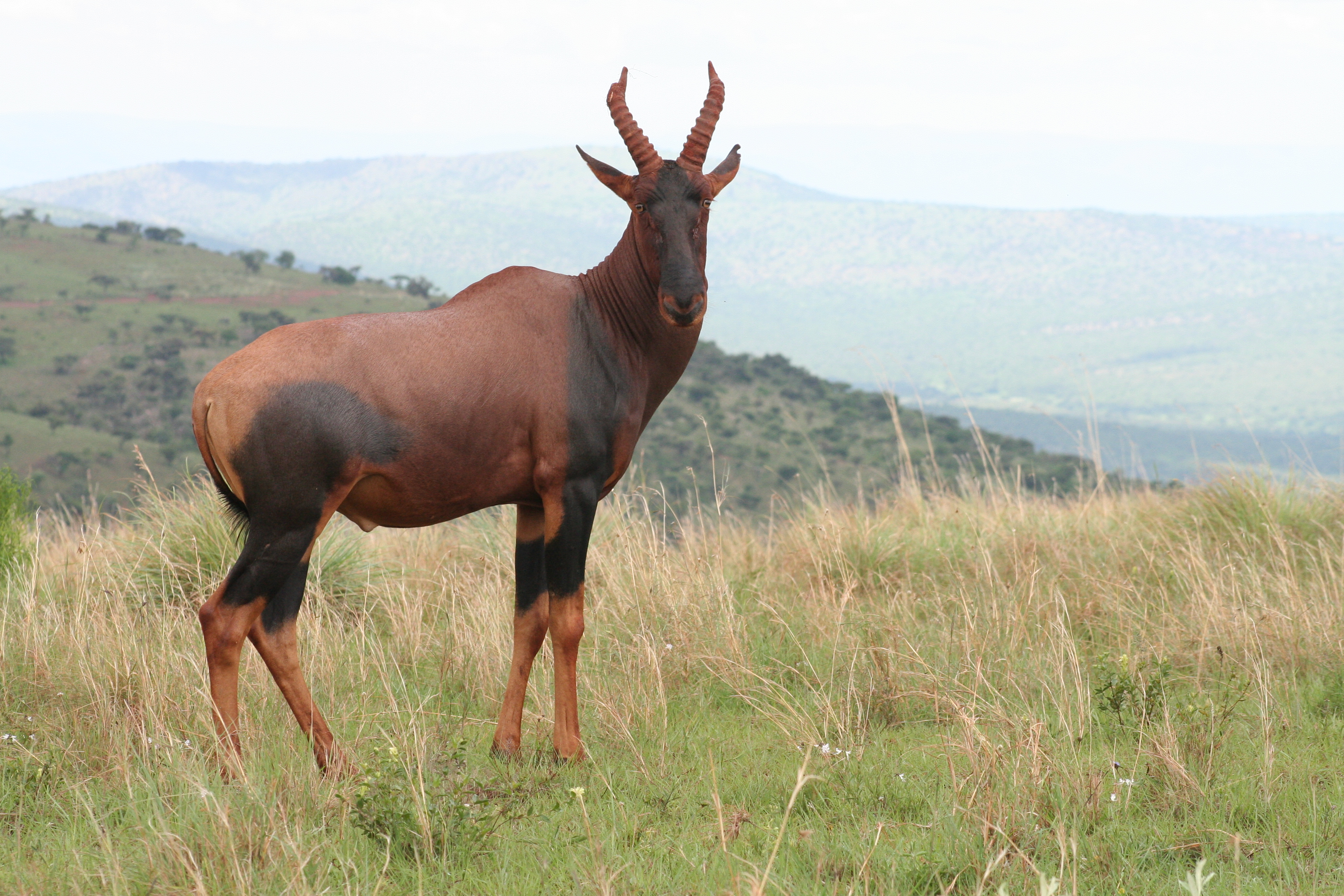
Parc national de l'Akagera, Rwanda (D. ugandae ?)

### Korrigum

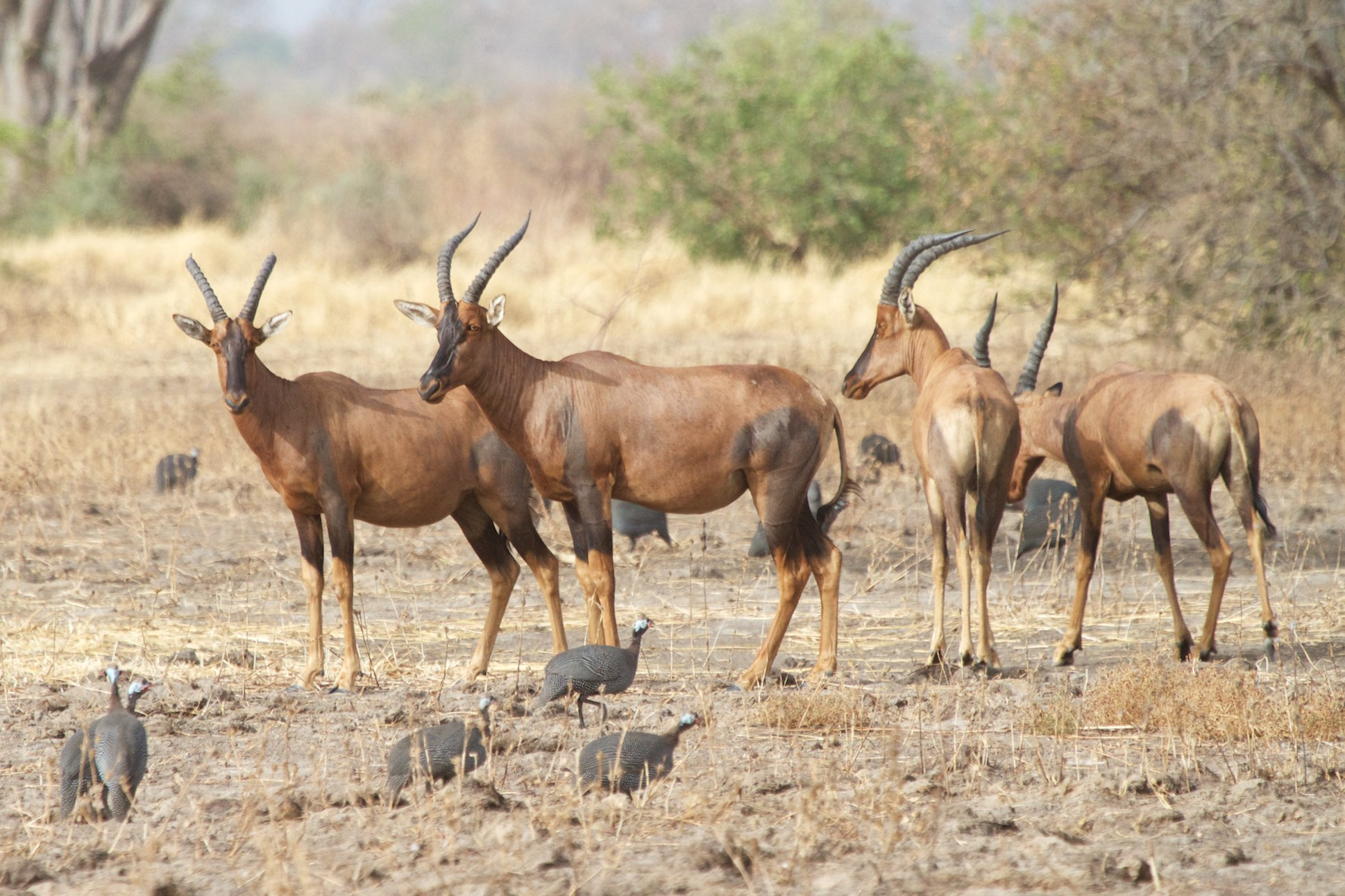
Korrigums dans le parc national de Waza, au nord du Cameroun.

Le nom « korrigum » serait une déformation du kanouri kargum désignant l'antilope. Le korrigum (Damaliscus korrigum ou Damaliscus lunatus korrigum) est plus grand que les autres taxons, et ses cornes sont plus longues et plus robustes, avec des pointes convergentes. Il est de couleur orange rougeâtre vif, et les taches noires bleutées sur les épaules, les hanches et les pattes avant sont moins étendues que chez les tiangs ou les topis. Les pattes arrière sont à peu près de la même couleur que le corps.
Les korrigums  étaient autrefois largement répandus en Afrique de l'Ouest, du Sénégal jusqu'au Nil, mais ont subi un déclin dramatique depuis le début du XXe siècle, notamment à cause de la compétition avec le bétail et de la chasse incontrôlée. L'espèce a ainsi disparu de Gambie (début 1900), du Sénégal (avant 1930), de Mauritanie et du Mali (années 1970) et n'est probablement plus présente au Togo, où elle était observée jusque dans les années 1980. Alors qu'on pensait qu'elle avait été exterminée au Ghana dans les années 1970, une population relique a été signalée dans la vallée de la Volta Rouge, au nord-est du pays. Une autre population importante survit dans le complexe W-Arly-Pendjari, à la frontière entre le Bénin, le Burkina Faso et le Niger. Plus à l'est, le korrigum est encore présent au nord du Cameroun, notamment dans les parcs nationaux de Waza et de Bouba Ndjida. De là, certains mouvements de population conduisent à des observations sporadiques au nord-est du Nigeria et à l'ouest du Tchad.

### Tiang

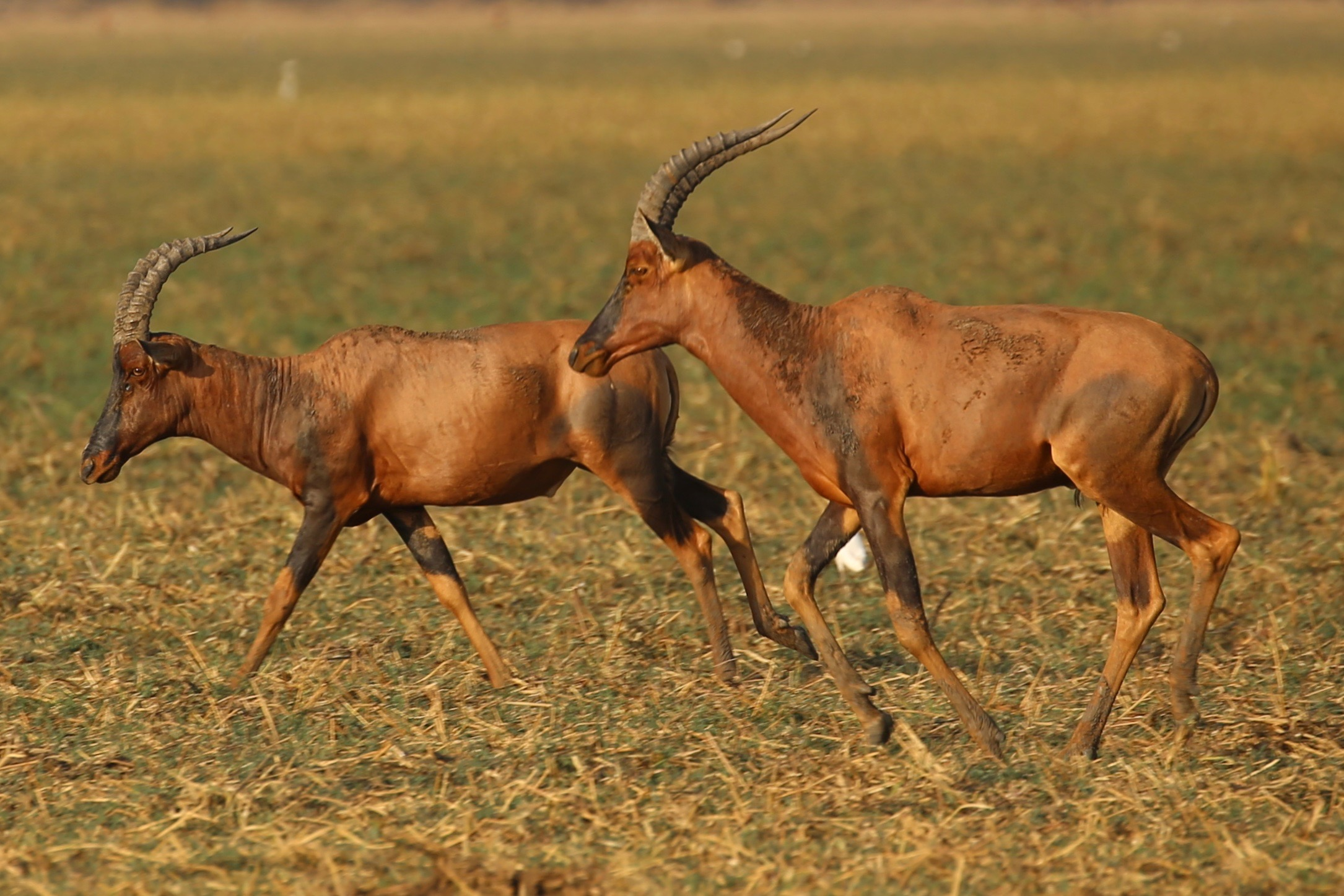
Tiangs dans le parc national de Zakouma, au Tchad.

Les tiangs sont présents dans le sud et le sud-est du Tchad, dans le bassin des rivières Bahr Aouk, Bahr Keïta et Bahr Salamat, incluant les parcs nationaux de Manda et de Zakouma. L'aire de répartition dans le nord-ouest de la République centrafricaine est contiguë à celle du Tchad et limitée au parc national du Manovo-Gounda St Floris. Au Soudan, les tiangs ont été éliminés de la plupart de la partie nord de leur ancienne aire de distribution, mais une petite population a survécu dans le parc national du Dinder. Ils sont encore présents en grands nombres au Soudan du Sud, en particulier dans la région de Jonglei et dans le Parc national de Boma, ainsi que dans le sud-ouest de l'Éthiopie. Au Kenya, les tiangs sont confinés au Parc national de Sibiloi, dans l'extrême nord-ouest du pays.

## Biologie
En cas de danger, cette antilope compte sur sa rapidité pour échapper aux prédateurs. Les Damalisques peuvent courir de 70 à  90 km/h maximum selon le poids des individus. Ils peuvent aussi, très bien se défendre devant une hyène ou un guépard. Les animaux en bonne santé n'ont pas vraiment de prédateurs, mais les animaux atteints de maladies, trop jeunes, faibles, blessés, âgés ou une femelle au terme de sa gestation (moins rapide) peuvent être la proie des lions, hyènes, léopards, lycaons, guépards. 
Les antilopes ont les pattes fines, donc elles sont plus fragiles que celles des grands félins comme les lions, les tigres ou les léopards qui ont les pattes plus fortes et plus larges.
Le guépard s'attaque surtout aux jeunes topis (nouveau-nés et adolescents). Les adultes sont trop forts pour un guépard solitaire et les mères damalisques défendent farouchement leurs petits devant des prédateurs comme le guépard, le chacal ou une hyène solitaire.